# PhotoImpact
PhotoImpact är ett bildbehandlingsprogram som utvecklats av Corel. Programmet skapades av Ulead, ett taiwanesiskt mjukvaruföretag som köptes av Corel hösten 2006. Den aktuella versionen, PhotoImpact X3 (13), kom 15 januari 2008.